# Павліченко Олександр Анатолійович
Олекса́ндр Анато́лійович Павліче́нко (нар. 13 червня 1975) — український дипломат і державний діяч. Голова Державної служби експортного контролю України.

## Життєпис
Вищу освіту здобув на факультеті міжнародного права Інституту міжнародних відносин Київського національного університету ім. Тараса Шевченка (1997), кваліфікація — спеціаліст з міжнародного права, референт-перекладач з англійської мови.
На державній службі з 1997 року — в Міністерстві зовнішніх економічних зв'язків і торгівлі України, де опікувався міжнародно-правовими аспектами торговельного та інвестиційного права. 
З 2000 по 2015 рік (виняток — нетривалий період роботи в Адміністрації Президента України у 2008—2010 роках) перебував на дипломатичній службі. Обіймав різні посади в центральному апараті МЗС, дипломатичних місіях України у США (Вашингтон) та при ООН (Нью-Йорк), набув досвід діяльності у сфері зовнішніх зносин. У 2014 році представляв Україну в Генеральній Асамблеї та Раді Безпеки ООН, а також у роботі експертної групи друзів України в ООН. У межах останньої, серед іншого, розроблено проєкт резолюції ГА ООН «Територіальна цілісність України», що згодом дістав рекордну підтримку серед держав-членів ООН. У ході 69-ї сесії Генеральної Асамблеї обирався заступником голови Спеціального комітету зі Статуту ООН та посилення ролі Організації.
Протягом 2015—2020 років займався приватною юридичною практикою. Був членом міжнародної команди юристів, яка представляла інтереси України у справах проти Російської Федерації, що розглядають Міжнародний Суд ООН і міжнародний арбітраж, створений у межах Конвенції ООН з міжнародного морського права.
З березня 2020 року — голова Державної служби експортного контролю України.

## Визнання ДСЕК дронів DJI Mavic товарами подвійного призначення
ДСЕК провело випробування дронів DJI Mavic і визнало, що виробник подає занижені характеристики і визнало ці дрони товарами подвійного призначення. У зв'язку з цим, що задовго до цього (26 березня 2022) КМУ визначив, що до БПЛА (квадрокоптерів) нецивільного призначення застосовується особливий порядок пропуску через митний кордон це призвело до затримок поставок цих дронів для армії. На ці дії ДСЕК і їхні наслідки скаржились зокрема Марія Берлінська, Юрій Бутусов і Ігор Луценко.
Іншим наслідком цього визнання стало те, що іноземні держави, через які ці дрони завозились в Україну, почали проводити додаткові перевірки. За словами Марії Берлінської, це робила, наприклад, Польща, починаючи щонайменше з вересня 2022 року.
За підсумками засідання 3 січня КМУ дозволив ввозити безпілотники без гарантійних листів.
ДСЕК зупинив дію висновку щодо віднесення БПЛА «DJI Mavic 3» до товарів подвійного використання 17 січня 2023.